# Diego Santis
Diego Santis (Mazatenango, 13 de julio de 2002) es un futbolista guatemalteco que juega en la demarcación de defensa para el Antigua Guatemala FC de la Liga Nacional de Fútbol de Guatemala.
Es hermano del también futbolista Óscar Santis.

## Selección nacional
El 11 de noviembre de 2023 hizo su debut con la selección de Guatemala en un partido amistoso contra Jamaica que finalizó con un resultado de empate a cero.

## Clubes
| Club                       | País      | Año       | Partidos | Goles |
| -------------------------- | --------- | --------- | -------- | ----- |
| CSD Suchitepéquez          | Guatemala | 2020      |          |       |
| FC Santa Lucía             | Guatemala | 2020-2021 | 17       | 0     |
| CSD Suchitepéquez (cedido) | Guatemala | 2024      | 1        | 1     |
| Comunicaciones FC          | Guatemala | 2021-2024 | 56       | 1     |
| Antigua Guatemala FC       | Guatemala | 2024-     | 10       | 0     |